# Entre Vales
Entre Vales és una pel·lícula brasilera-uruguaiana-alemanya de 2013 dirigida per Philippe Barcinski i protagonitzada per Ângelo Antônio.

## Argument
Vicente és un economista, pare de Caio i casat amb Marina, una dentista. Porta una vida normal en la seva llar i al treball, fins que una sèrie de situacions tràgiques el condueixen per un camí erràtic cap a l'alienació. A partir d'aquí abandona la seva vida anterior i es converteix en Antônio, un rodamon, submergint-se en les capes més baixes de la societat brasilera, on viu de les escombraries.

## Repartiment
- Ângelo Antônio és Antônio / Vicente.
- Daniel Hendler és Carlos.
- Melissa Vettore
- Inês Peixoto
- Matheus Restiffe
- Edmilson Cordeiro

## Premis
Entre Valeses va emportar el premi al millor film llatinoamericà i el premi del públic a la Mostra Internacional de Cinema de São Paulo de 2013. Es va estrenar al Festival do Rio i al Festival Internacional de Cinema de Seattle. Una estrena va tenir lloc a la ciutat de Paulínia, on es van rodar algunes escenes l'abril de 2013. També es va projectar dins la secció oficial de la XX Mostra de Cinema Llatinoamericà de Catalunya.